# Scotinotylus pallidus
Scotinotylus pallidus är en spindelart som först beskrevs av James Henry Emerton 1882.  Scotinotylus pallidus ingår i släktet Scotinotylus och familjen täckvävarspindlar. Inga underarter finns listade i Catalogue of Life.